# 中国农学会
中国农学会是中华人民共和国农业科技工作者组成的群众性学术团体，是中国科学技术协会主管的社会团体，前身为1917年在上海市成立的中华农学会。